# Stephen Moyer
Stephen John Emery, conegut artísticament com a Stephen Moyer, (Brentwood, Essex, 11 d'octubre de 1969) és un actor anglès, conegut pel seu paper de Bill Compton a la sèrie de HBO True Blood.

## Vida professional
El 2007, després de més d'una dècada treballant en cinema i televisió, Stephen Moyer tenia la intenció d'abandonar la interpretació per a centrar-se en la docència, ja que després de tant de temps no havia aconseguit el paper que tant anhelava i estava passant molt temps lluny dels seus fills. Va ser llavors quan el seu agent li va enviar el guió de True Blood. Al principi a Stephen no li va atreure que fos una sèrie de vampirs però quan li van dir que es tractava del nou treball d'Alan Ball va decidir donar-li una oportunitat i el va llegir. Es va quedar tan impressionat que aquell mateix dia va gravar la seva audició en vídeo i la va enviar, poc després estava volant cap als EUA per a fer la prova per al paper de Bill Compton que va acabar aconseguint.
Arran de True Blood, Stephen s'ha fet un nom a Hollywood i ha aconseguit nombrosos papers. En el descans entre la segona i la tercera temporada de la sèrie a l'estiu de 2009, va participar en els rodatges de Priest, The Caller, Ice i Master Class, aquesta última una pel·lícula dirigida per Faye Dunaway sobre María Calles i basada en l'obra teatral amb el mateix nom.
El juny de 2010 es va anunciar que aquell mateix estiu participaria en dues noves pel·lícules: The Double al costat de Richard Gere i el remake de la sèrie de televisió The Big Valley.

## Vida personal
Stephen John Emery va estudiar a l'Escola San Martín i es va graduar en la London Academy of Music and Dramatic Art.
Es va convertir en el primer patrocinador del teatre Brentwood a l'octubre de 2007.
Té dos fills nascuts de dues relacions anteriors; Billy (2000) i Lilac (2002), aquesta última és filla de l'escriptora britànica Lorien Haynes amb la qual va trencar la seva relació el 2006.
Al febrer de 2009, Stephen Moyer va confirmar que estava sortint i vivint amb l'Anna Paquin, la seva companya a True Blood, des que van gravar l'episodi pilot a l'estiu de 2007. A principis d'agos] del 2009 van anunciar que estaven promesos i es van casar a Malibú el 21 d'agost del següent any. Actualment Stephen reparteix el seu temps entre Los Angeles, on treballa i viu amb la seva dona, i Anglaterra, on viuen els seus fills.
El gener de 2010 la revista GQ britànica el va nomenar el número 41 dels 50 homes millor vestits de 2009.

## Filmografia

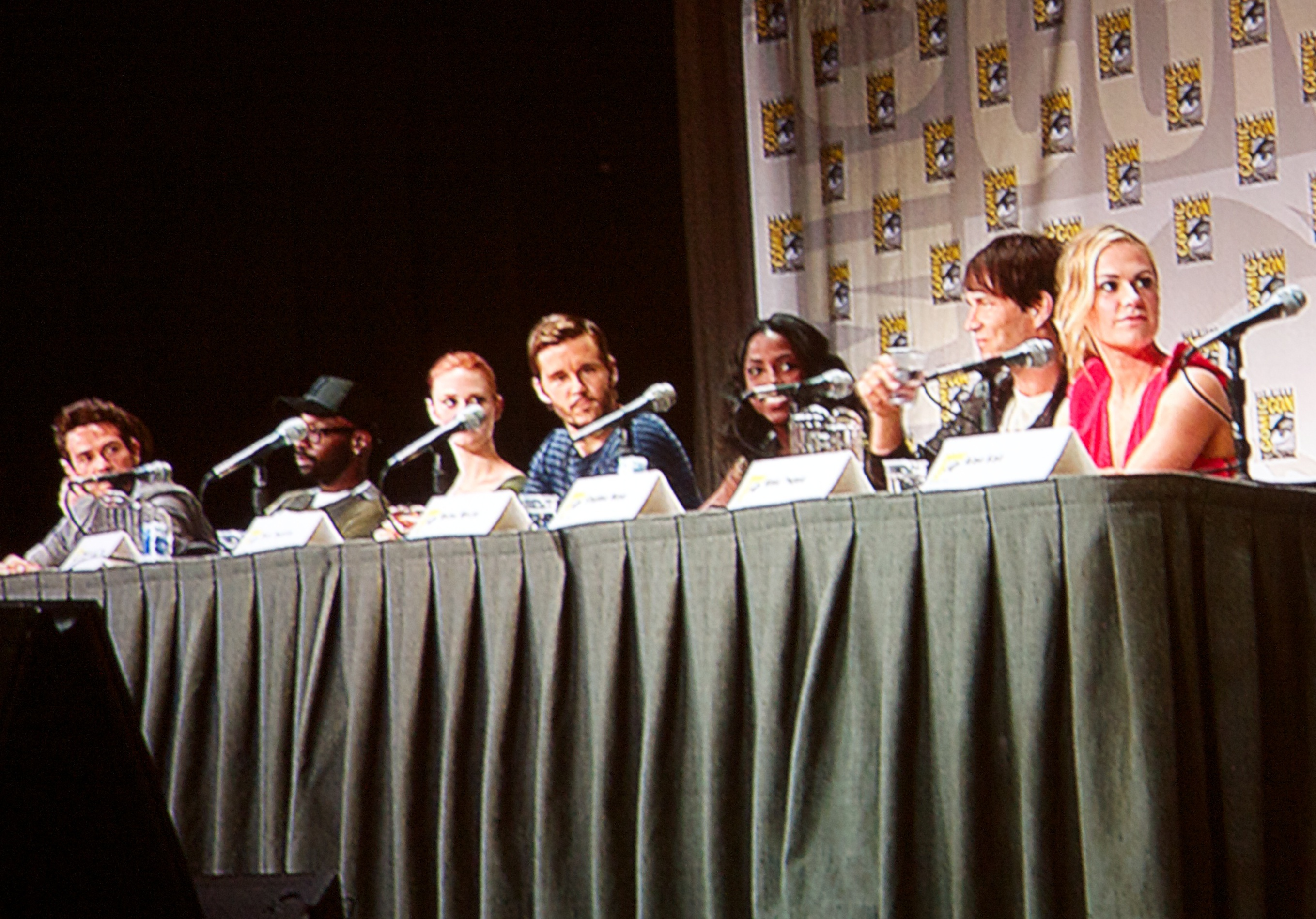
Moyer al Comic-Con San Diego amb Ryan Kwanten, Deborah Ann Woll, Anna Paquin, Rutina Wesley, i Nelsan Ellis el 2011.

### Cinema
| Any  | Títol                              | Paper                 | Notes |
| ---- | ---------------------------------- | --------------------- | ----- |
| 1997 | El príncep valent (Prince Valiant) | Príncep Valent        |       |
| 1998 | Comic Act                          | Danny                 |       |
| 2000 | Quills                             | Prouix, the Architect |       |
| 2001 | Trinity                            | Brach                 |       |
| 2001 | Princess of Thieves                | Prince Phillip        |       |
| 2004 | Deadlines                          | Alex Randal           |       |
| 2005 | Undiscovered                       | Mick Benson           |       |
| 2007 | 88 Minutes                         | Guy LaForge           |       |
| 2007 | Alternate Endings                  | Editor                |       |
| 2008 | Restraint                          | Andrew                |       |
| 2010 | Open House                         | Josh                  |       |
| 2011 | Priest                             | Owen Pace             |       |
| 2011 | The Caller                         | John Guidi            |       |
| 2011 | The Double                         | Brutus                |       |
| 2012 | The Barrens                        | Richard Vineyard      |       |
| 2013 | Evidence                           | Detective Reese       |       |
| 2013 | Devil's Knot                       | John Fogelman         |       |
| 2015 | Concussion                         | Dr. Ron Hamilton      |       |
| 2016 | Detour                             | Vincent               |       |